# Morogoro (region)

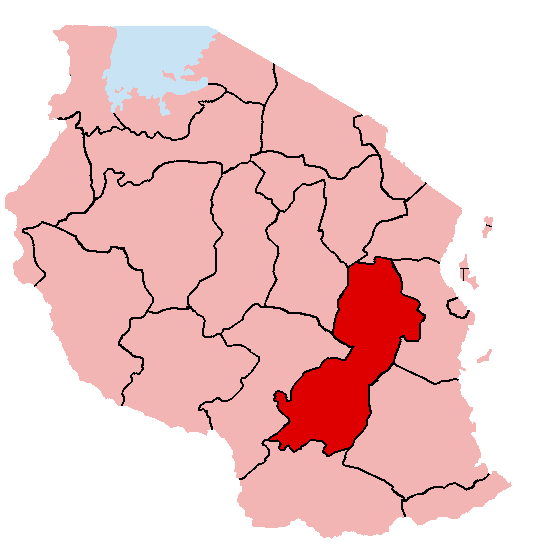
Region Morogoro na mapie Tanzanii

Morogoro – jeden z 26 regionów (jednostka podziału administracyjnego) Tanzanii o powierzchni 70 799 km² (3. pod względem wielkości), 1 759 809 mieszkańców (2002). Stolicą jest miasto Morogoro.
Region Morogoro od północy graniczy z regionem Tanga, od wschodu z regionami Pwani i Lindi, od południa z regionem Ruvuma, a od zachodu z regionami Iringa i Dodoma.
Region podzielony jest na 6 dystryktów:
- Mvomero
- Kilosa
- Kilombero
- Ulanga
- Morogoro Miejskie
- Morogoro Wiejskie (Morogoro Rolnicze),  ang. Morogoro Rural